# Edward Moore Kennedy
Pour les articles homonymes, voir Edward Kennedy (homonymie), Ted Kennedy (homonymie) et Kennedy.
Edward Moore Kennedy, Sr., dit Ted Kennedy, né le 22 février 1932 à Boston (Massachusetts) et mort le 25 août 2009 à Hyannis (Massachusetts), est un homme politique américain.
Il appartient à la famille Kennedy, étant le frère cadet de John Fitzgerald Kennedy, 35e président des États-Unis, et de Robert Francis Kennedy, procureur général des États-Unis puis sénateur.
Figure de l'aile gauche du Parti démocrate, il est sénateur du Massachusetts au Congrès des États-Unis de 1962 à sa mort. Alors que ses ambitions présidentielles sont contrariées par son implication dans l'accident de Chappaquiddick, il met en difficulté le président Jimmy Carter aux primaires démocrates de 1980.

## Biographie

### Jeunesse, études et vie familiale

Les frères Kennedy : John, Robert et Edward.

Edward Moore Kennedy est le plus jeune des neuf enfants de Joseph Patrick Kennedy et de Rose Fitzgerald Kennedy. Il est notamment le frère cadet de John et Robert Kennedy.
Élève à l'académie de Milton, il entre au collège d'Harvard en 1950, duquel il est suspendu en 1951 pour avoir fait passer un examen d'espagnol en son nom par un autre élève. Après deux ans dans l'US Army, qu'il passe en poste à Paris, il retourne à Harvard, dont il est diplômé en 1956. En 1958, il suit les cours d'été de l'Académie de droit international de La Haye et participe à la campagne de réélection au Sénat de son frère John. Après avoir obtenu son diplôme de droit de l'université de Virginie, Ted Kennedy est admis au barreau du Massachusetts en 1959.
Il épouse Joan Bennett (née le 9 septembre 1936) le 29 novembre 1958, dont il a trois enfants : Kara (1960-2011), Edward Jr. (né en 1961) et Patrick (né en 1967). Le couple divorce en 1982. Il se remarie en 1992 à Victoria Reggie (en) (née en 1954), avocate divorcée et mère de deux enfants (Curran et Caroline), qui est nommée ambassadrice des États-Unis en Autriche en 2022. À son décès, Ted Kennedy avait quatre petits-enfants (quatre autres sont nés par la suite), et a été le tuteur de treize autres enfants de ses frères John et Robert à la suite de leurs assassinats en 1963 et 1968.

### Parcours politique

#### Débuts mouvementés

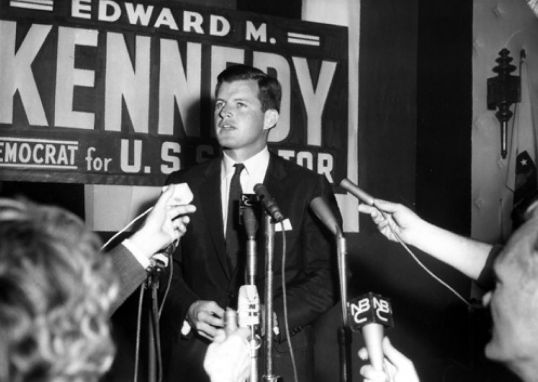
Ted Kennedy lors de sa première campagne sénatoriale en 1962.

À partir des élections sénatoriales de 1962 (en), le nom de Ted Kennedy a été accolé à des histoires de sexe, de corruption ou de morts accidentelles. Il était, à cette époque, surveillé par le FBI, non seulement en raison de menaces de mort le concernant, mais aussi à la suite de l'accident de voiture à Chappaquiddick de 1969 au cours duquel Mary Jo Kopechne s'était noyée, ainsi que pour ses voyages en 1961 au Mexique, en Amérique centrale et en Amérique du Sud, le FBI surveillant alors ses conversations avec des « gauchistes ».
Dès 1962, il est accusé[Par qui ?] d'être un novice se servant de son nom et de sa fortune afin d'être élu.

#### Sénateur des États-Unis

Le sénateur Edward Moore Kennedy en 1966.

Ted Kennedy est élu au Sénat des États-Unis en 1962 au siège laissé vacant par son frère John, élu Président des États-Unis en novembre 1960. Ted est constamment réélu sénateur du Massachusetts au Congrès américain aux élections de 1964, 1970, 1976, 1982, 1988, 1994, 2000 et 2006 (69 % des voix contre 31 % à Kenneth Chase). En 2005, il devient le plus ancien sénateur en fonction après Robert Byrd. Ted Kennedy est ou a été membre de plusieurs commissions démocrates dont celles sur la santé, l'éducation, le travail et les pensions, la commission judiciaire, la commission des forces armées. Il est le fondateur du groupe d'amitié des congressistes avec l'Irlande.
En 1964, il survit à un accident d'avion dont le pilote et son assistant sont tués. Il est alors tiré des débris de l'appareil par le sénateur Birch E. Bayh II.
En 1968, il prononce l'éloge funèbre de son frère Robert, assassiné à Los Angeles lors de la campagne pour l'élection présidentielle. Il devient alors le chef de la famille Kennedy, son père étant devenu invalide en 1961 à la suite d'une attaque cérébrale, et commence à recevoir de nombreuses menaces de mort.
Espoir démocrate pour l’élection présidentielle de 1972, l'accident de Chappaquiddick de 1969, au cours duquel sa jeune passagère, Mary Jo Kopechne, mourut noyée, ainsi que les menaces de mort le dissuadent de se présenter.
Il s'oppose dans les années 1980 au financement par Washington de milices paramilitaires au Nicaragua visant à renverser le gouvernement de ce pays.

#### Primaires présidentielles de 1980

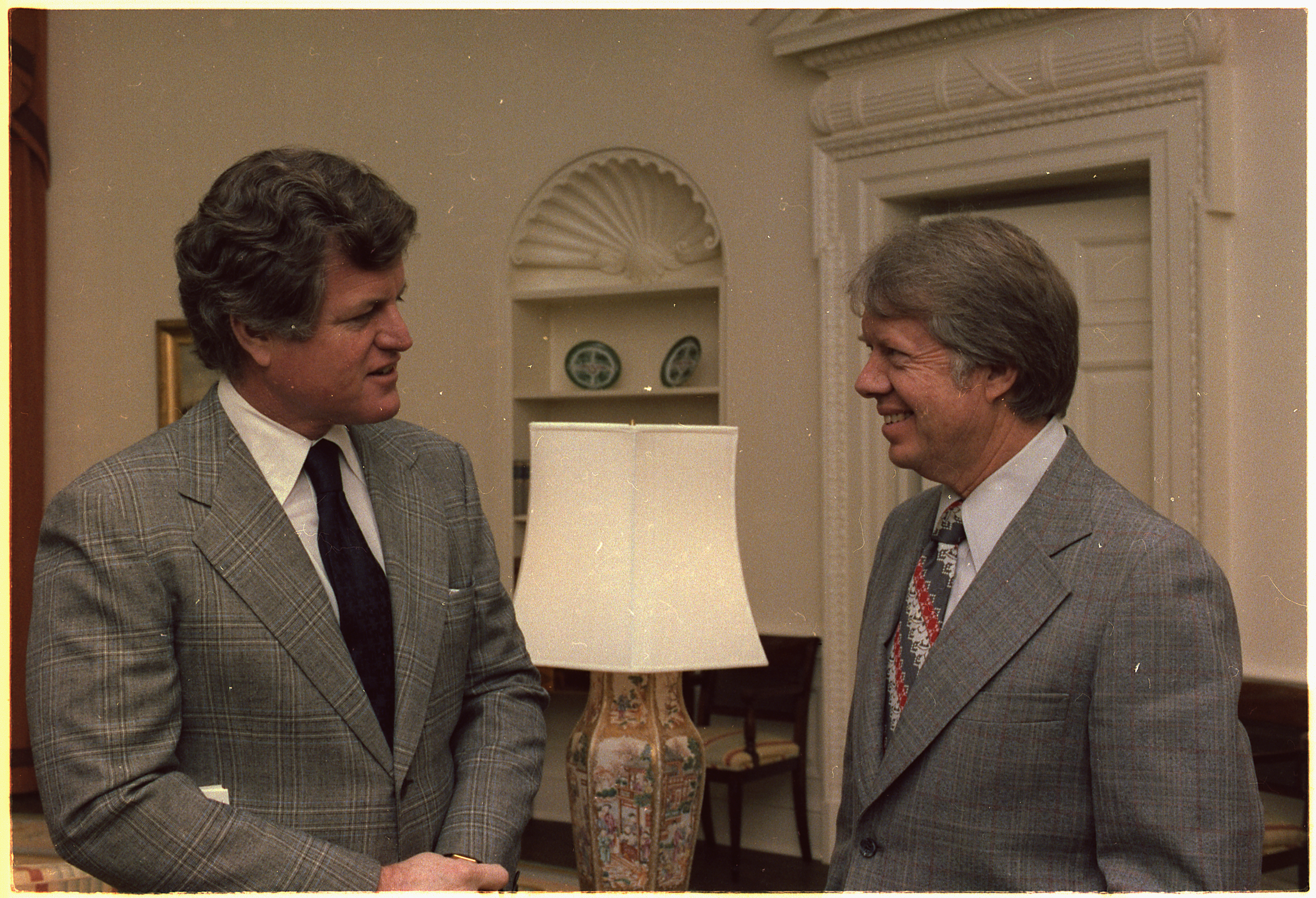
Ted Kennedy et Jimmy Carter dans le bureau ovale en 1977.

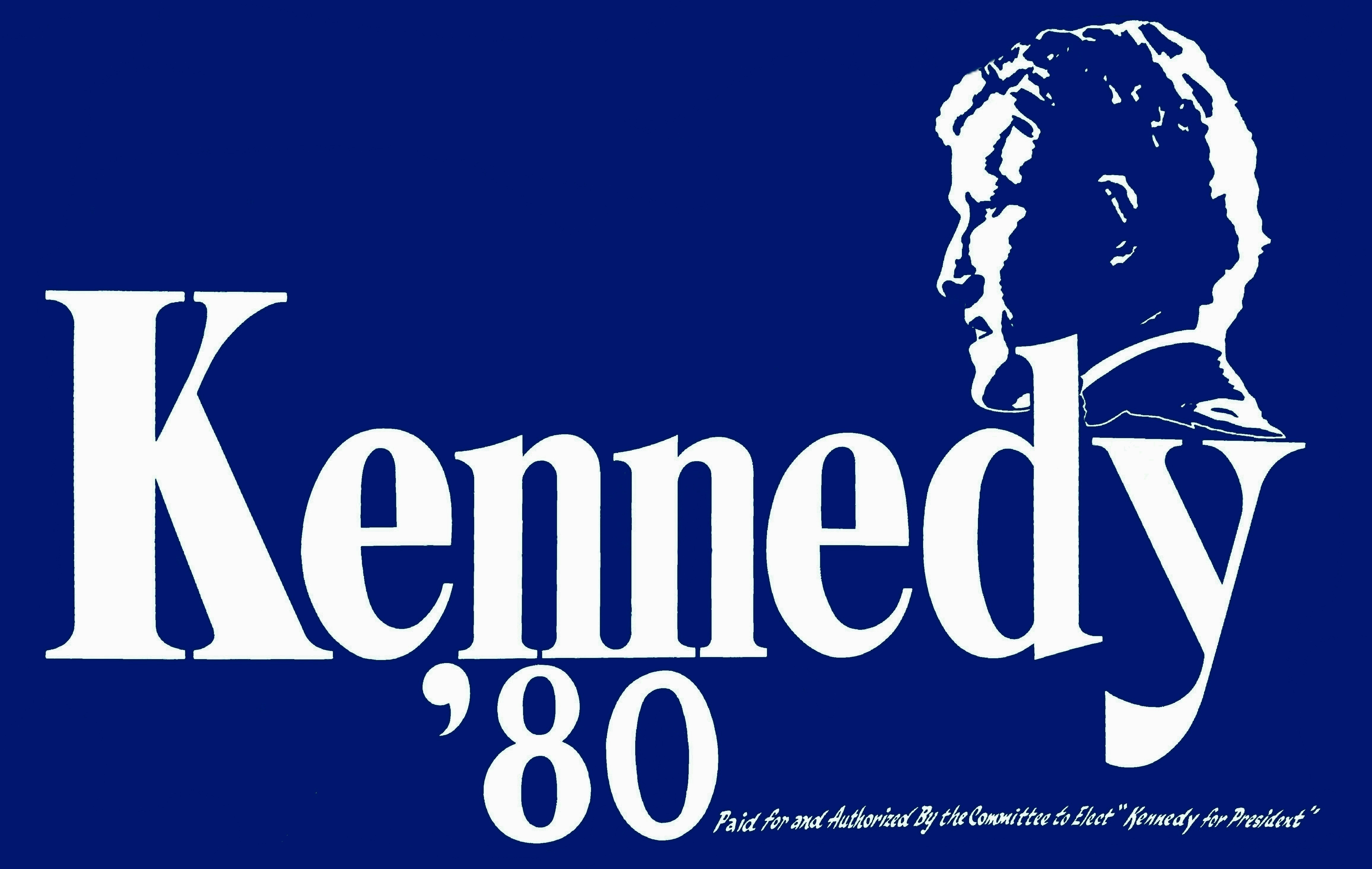
Affiche de campagne de Ted Kennedy pour la primaire démocrate de 1980.

En 1980, il se présente aux primaires démocrates contre Jimmy Carter, président des États-Unis depuis 1977.
Initialement favori des sondages, il doit à nouveau se justifier pour le scandale de Chappaquiddick alors que la crise des otages américains en Iran favorise une remontée du président sortant dans les intentions de vote.
Ted Kennedy refuse de se retirer avant la fin du processus, ce qui fait de ces primaires l'une des rares lors desquelles la nomination d'un président sortant était encore contestée avant la convention du parti.
Dans les années 1980-1990, l'accident de Chappaquiddick ressort quand, avec l'un de ses neveux, il est poursuivi pour harcèlement sexuel[réf. nécessaire].

#### Dernières années

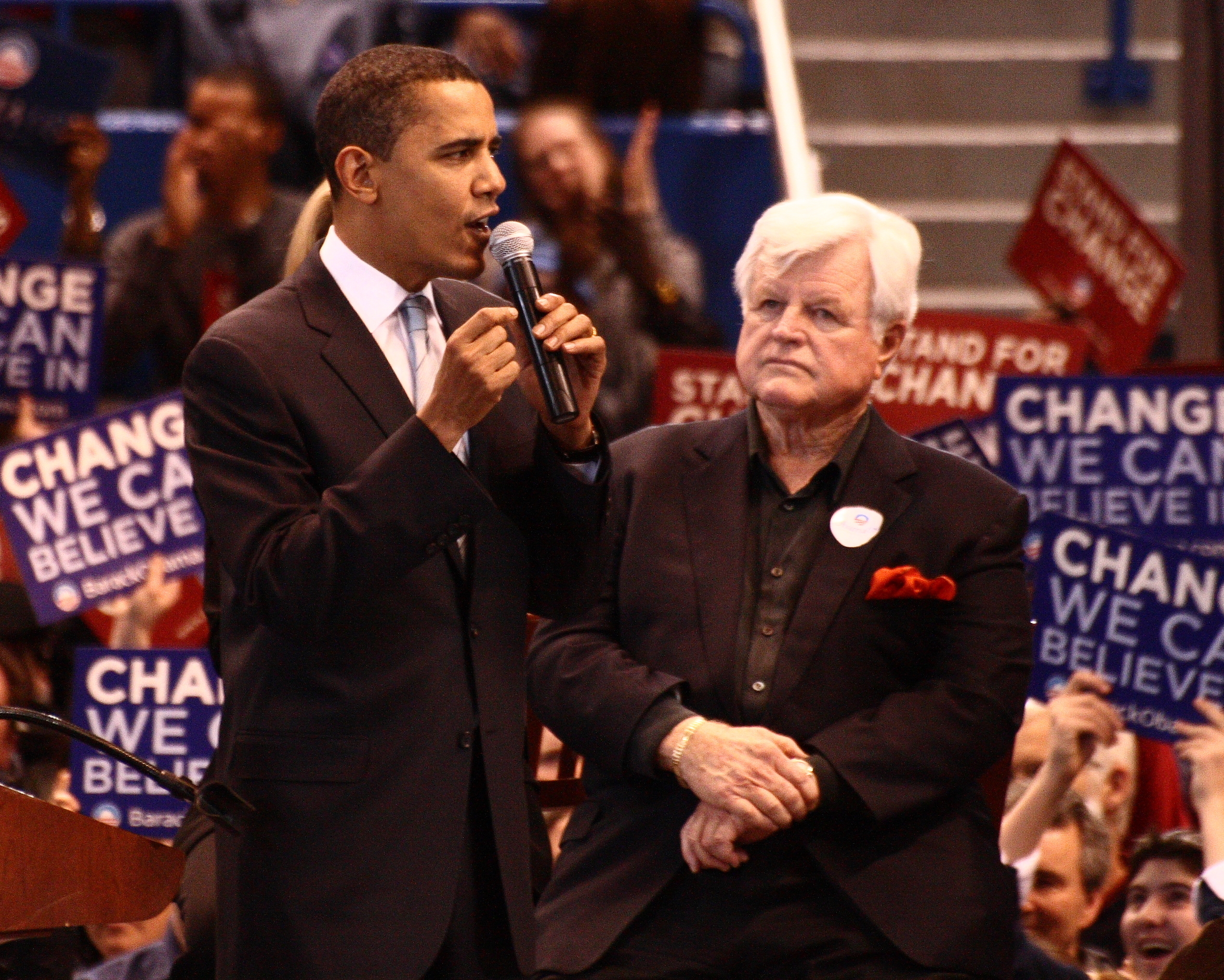
Barack Obama et Ted Kennedy en meeting le 4 février 2008.

Ted Kennedy est l'un des coauteurs de la loi bipartisane No Child Left Behind Act of 2001, écrite en collaboration avec le président George W. Bush et la secrétaire à l'Éducation Margaret Spellings.
Il annonce, le 28 janvier 2008, son soutien à Barack Obama contre Hillary Clinton et John Edwards pour les primaires du Parti démocrate en vue de l'élection présidentielle de 2008 et participe à l'un de ses meetings.
Ted Kennedy est hospitalisé le 17 mai 2008 à Boston après un malaise. Les examens révèlent que le sénateur souffre d'une tumeur maligne au cerveau. Selon un communiqué des docteurs Lee Schwamm et Larry Ronan, du Massachusetts General Hospital, publié le 21 mai 2008, il « n'a plus eu de nouveaux malaises, reste dans un état satisfaisant. Il marche, garde bon moral, est plein d'énergie ». La nouvelle est un choc aux États-Unis. George W. Bush se dit « profondément attristé » du diagnostic et assure prier pour le rétablissement du sénateur démocrate. Barack Obama, candidat à l'investiture démocrate pour l'élection présidentielle de novembre, déclare espérer son rétablissement. « Ted Kennedy est un géant de l'histoire politique américaine. Il a fait plus pour la santé publique que n'importe qui dans l'histoire ». Le 2 juin, le sénateur subit une opération chirurgicale de 3 h 30 au Duke University Hospital pour enlever le maximum de la tumeur, opération réalisée avec le patient éveillé, pour éviter toute séquelle neurologique permanente de l'opération. Le docteur Friedman, qui a procédé à l'opération, l'a déclarée réussie dans ses objectifs. Ted Kennedy débute ensuite une chimiothérapie et une radiothérapie au Massachusetts General Hospital.
Les opinions concernant l'évolution de sa maladie varient. La chirurgie peut permettre de prolonger la durée de vie mais en général seulement de quelques mois. John H. Sampson, un neurochirurgien qui a travaillé avec le docteur Friedman, a déclaré que l'opération n'est certainement pas curative mais augmente les chances d'efficacité des traitements additionnels. D'autres commentateurs médicaux ont constaté que des personnes avec une tumeur similaire ont survécu pendant des années. Malgré sa maladie, il se rend à la Convention démocrate à Denver, où il reçoit un accueil enthousiaste.
Ted Kennedy est victime d'un malaise lors du déjeuner d'investiture de Barack Obama le 20 janvier 2009 et hospitalisé à nouveau.

### Mort

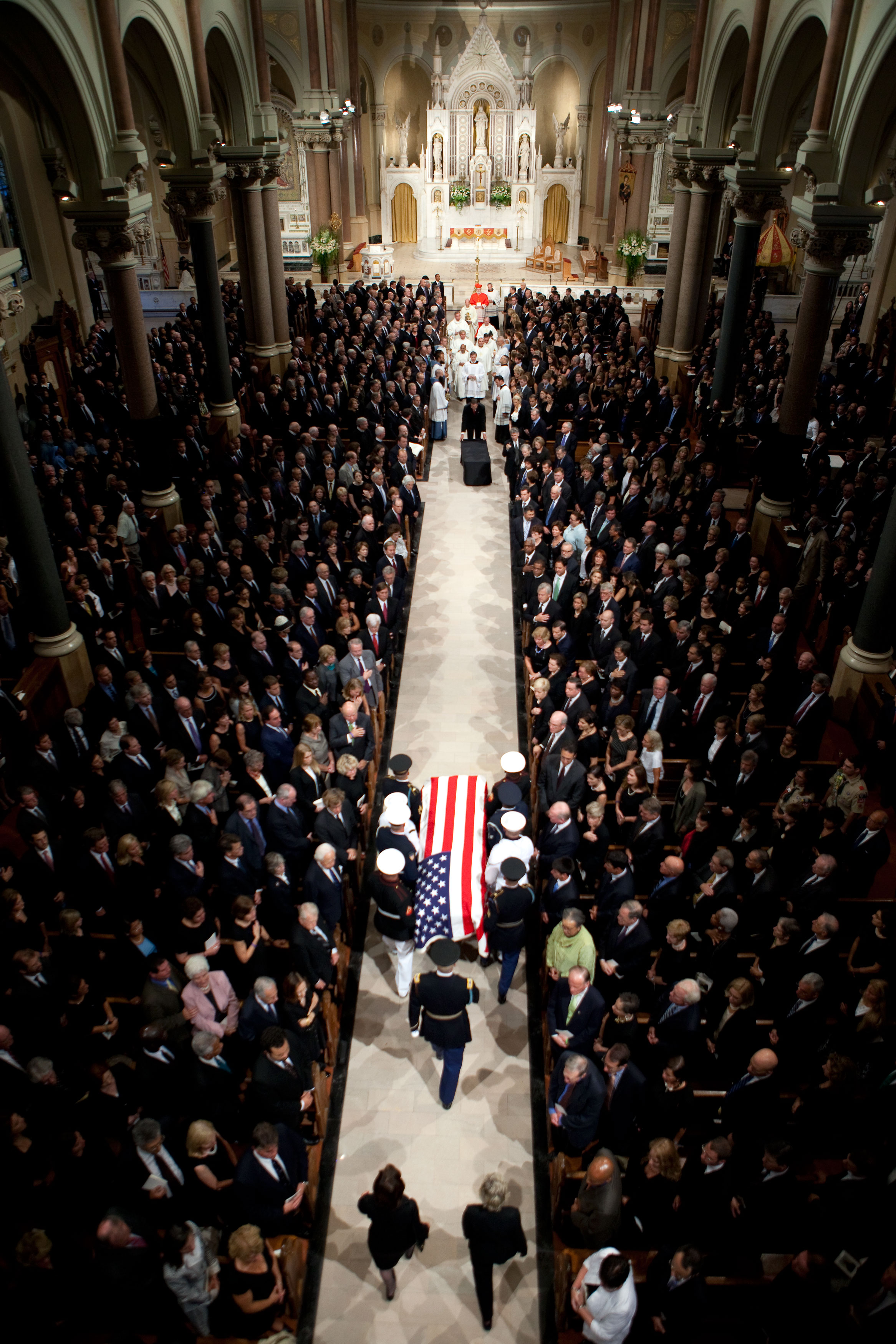
Funérailles de Ted Kennedy, le 29 août 2009 en la basilique et sanctuaire de Notre-Dame du Perpétuel Secours de Boston.

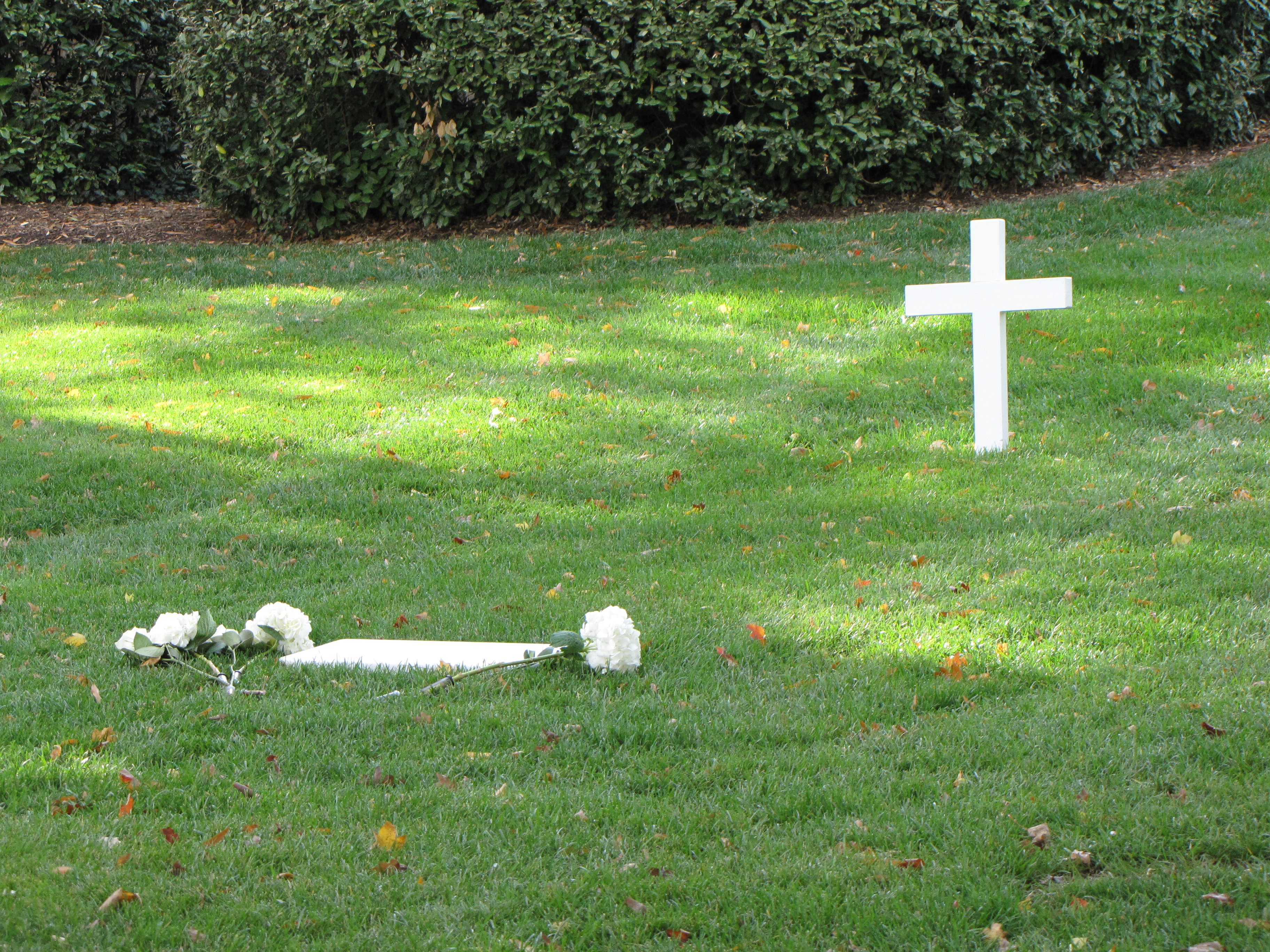
Sépulture de Ted Kennedy au cimetière national d'Arlington.

Le 25 août 2009, il meurt dans sa propriété de Hyannisport (Massachusetts), le Kennedy Compound, à l'âge de 77 ans, deux semaines seulement après sa sœur, Eunice Kennedy Shriver. Son corps est transporté de la propriété Kennedy à Hyannisport jusqu'à la bibliothèque présidentielle John F. Kennedy à Boston, s'arrêtant ou passant devant de nombreux lieux liés à la famille Kennedy. Son corps est exposé au public et plus de 50 000 personnes viennent lui rendre hommage.
La messe de funérailles a lieu le 29 août 2009 en la basilique et sanctuaire de Notre-Dame du Perpétuel Secours de Boston en présence du président Barack Obama et de son épouse, des anciens présidents Carter, Clinton et Bush, du vice-président Biden, de 58 sénateurs, de nombreuses personnalités politiques ainsi que d'un grand nombre de membres de la famille Kennedy. À cette occasion, Barack Obama rend hommage à celui qu'il salue « comme un infatigable défenseur des pauvres et des plus défavorisés ». Sa dépouille est ensuite transportée à Washington pour être inhumée au cimetière national d'Arlington (Virginie), aux côtés de ses frères, le président John F. Kennedy, assassiné en 1963, et Robert Kennedy, procureur général des États-Unis puis candidat à la présidentielle, assassiné en 1968.
À la suite d'une modification de loi électorale au Massachusetts (autorisée par le XVIIe amendement à la Constitution), un sénateur intérimaire Paul Kirk, est nommé par le gouverneur Deval Patrick afin de pourvoir le siège de Kennedy jusqu'à une élection partielle, qui a lieu le 19 janvier 2010. Cependant c'est le républicain Scott Brown qui l'emporte face à la démocrate Martha Coakley, faisant ainsi perdre à Barack Obama la majorité qualifiée au Sénat.

## Philosophie politique

### Positionnement général
Icône démocrate, Ted Kennedy représente l'« aile libérale » du Parti démocrate. Avec John Kerry, il est responsable de la réputation de libéralisme du Massachusetts.

### Système de santé

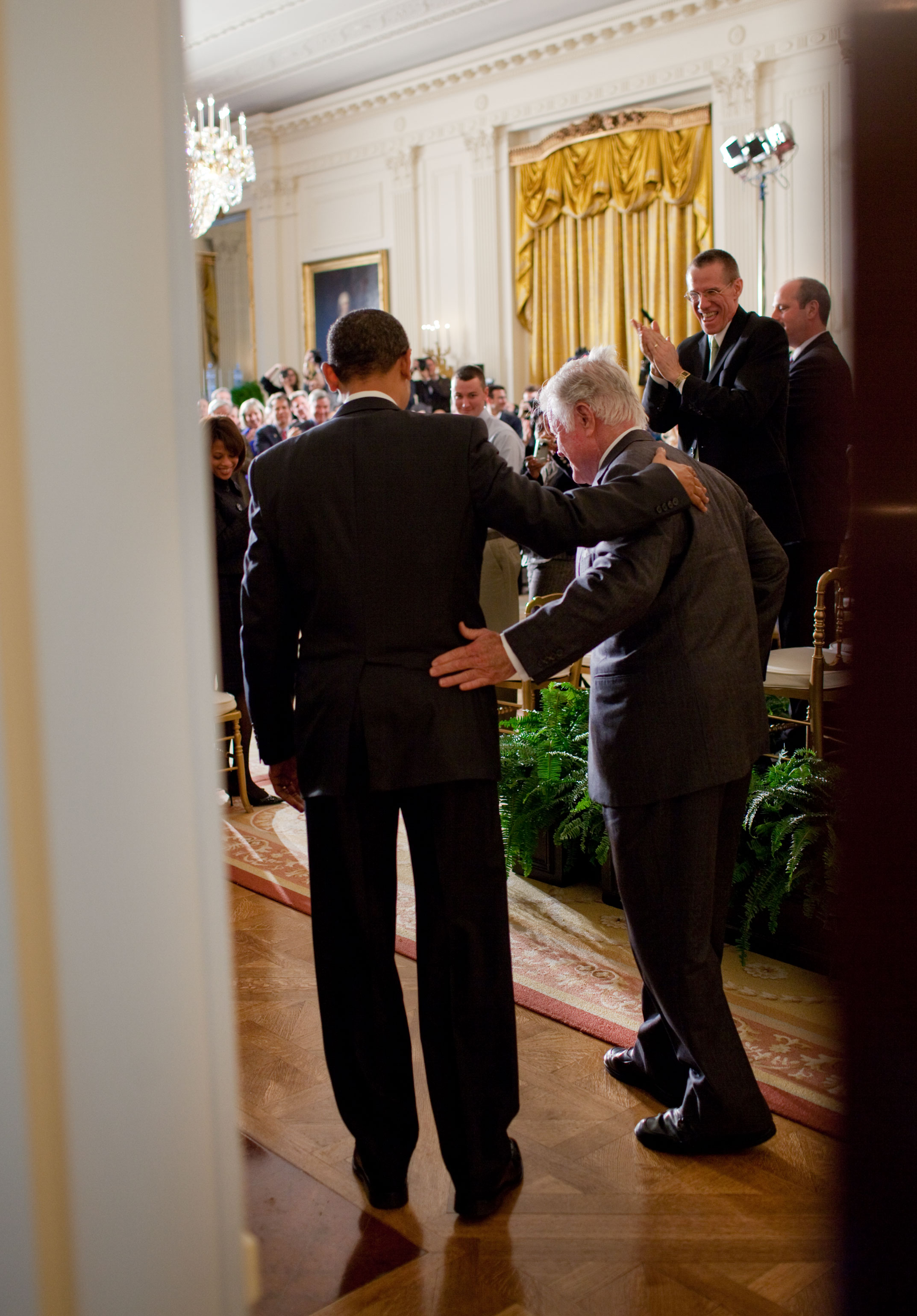
Barack Obama et Edward Moore Kennedy entrant dans la salle ouest de la Maison Blanche pour assister à la deuxième session d'un sommet sur les soins de santé.

Après avoir été corapporteur, en 1996, du Health Insurance Portability and Accountability Act, il fut l'un des plus solides défenseurs de la réforme de la santé entamée par l'administration Obama, en soutenant le Patient Protection and Affordable Care Act de mars 2010. Lui-même est à l'origine du titre VII de la loi, rédigé à l'origine comme Community Living Assistance Services and Supports Act (en) et qui crée une assurance publique fédérale sur une base d'adhésion volontaire, ce qui constitue une véritable révolution dans un pays où la protection sociale est gérée par le privé. Il est aussi à l'origine du Biologics Price Competition and Innovation Act de 2009, qui a été intégré dans la loi de 2010 et concerne les biogénériques.

### Avortement
En 1971, Ted Kennedy est encore un opposant à l'interruption volontaire de grossesse. Mais après la légalisation de l'avortement par la Cour suprême des États-Unis (affaire Roe v. Wade) et bien que catholique, il change d'avis après mûres réflexions et devient un défenseur de l'IVG ce qui en fait une cible de choix des groupes de pressions pro-vie.

### Divers
Kennedy est partisan d'une immigration contrôlée et des quotas, il s'oppose à la destruction de l'environnement par l'exploitation des énergies fossiles, renouvelables et nucléaires. Une position ambiguë qui le contraint à refuser toutes propositions pour augmenter la production dans ces trois énergies.

## Œuvres
- (en) Edward M. Kennedy, Decisions for a Decade : Policies and Programs for the 1970s, Michael Joseph, 1968
- (en) Edward M. Kennedy, In Critical Condition : The Crisis in America's Health Care, Simon & Schuster, 1972
- (en) Edward M. Kennedy, Our Day and Our Generation : The Words of Edward M. Kennedy, Simon & Schuster, 1979 (ISBN 0-671-24133-8)
- (en) Edward M. Kennedy, America Back On Track, Viking Adult, 2006 (ISBN 0-670-03764-8)
- (en) Edward M. Kennedy (Small, David (illus.)), My Senator and Me : A Dog's-Eye View of Washington, D.C., Schonom1ic Press, 2006 (ISBN 0-439-65077-1)
- (en) Edward M. Kennedy, True Compass : A Memoir, Twelve, 2009 (ISBN 978-0-446-53925-8)[6]
  - Edward M. Kennedy (trad. de l'anglais), Mémoires, Paris, Albin Michel, 2010, 614 p. (ISBN 978-2-226-19597-5)

## Dans la culture populaire
Le sénateur Kennedy a inspiré des personnages de fiction pour la télévision, le cinéma et la littérature. À la télévision, il a donné naissance au sénateur Howard Stackhouse (À la Maison-Blanche) et au maire Joe Quimby de Springfield (Les Simpson).
Au cinéma, le sénateur Pat Geary du film Le Parrain 2 a été interprété comme un semblant de Ted Kennedy. La mort d'une prostituée et sa dissimulation dans le film ont été conçues comme un écho à l'accident de Chappaquiddick de 1969. Un autre film rappelle ce scandale : Blow Out de Brian De Palma (1981). Dans ce film, un ingénieur du son travaille pour des productions de films d'horreur à petit budget. Une nuit, en enregistrant les sons ambiants, il est le témoin d'un accident de voiture. Un gouverneur avec des ambitions présidentielles meurt et la fille qui était avec lui survit. Ce qui au départ apparaît comme un accident (pneu crevé et conduite en état d'ivresse), se révèle être un crime (le pneu a éclaté avec un coup de fusil). Enfin, dans le film Manipulations ou, au Québec, La candidate (The Contender), réalisé par Rod Lurie (2000), les scénaristes s'appuyant sur l'accident de Chappaquiddick imaginent un homme politique qui, espérant se forger une image de héros, demande à une figurante de tomber à l'eau en voiture de manière à pouvoir la sauver. Il n'y arrive pas et la figurante se noie mais sa tentative faillit à fournir à l'homme politique l'image souhaitée.
Dans la série For All Mankind, il devient président des États-Unis en 1972, l'accident de Chappaquiddick n'ayant pas eu lieu.
Le roman Reflets en eau trouble (Black Water, 1992) de Joyce Carol Oates raconte cet accident. Le sénateur Kennedy n'est pas nommé, il est appelé "le Sénateur" dans tout le livre.